# Franz Caucig
Franz Xaver Anton Nikolaus Caucig (en slovène Franz Kavčič) est un peintre actif dans le Saint-Empire, puis dans l'empire d'Autriche, né à Goritz le 4 décembre 1755, décédé à Vienne le 17 novembre 1828 d'une pneumonie.

## Biographie
Grâce à une pension du comte Philipp von Cobenzl il alla étudier à Vienne, puis à  Bologne et enfin à Rome, où il habita la même maison que Felice Giani et Antonio Canova. Par la suite il fut directeur de l'Académie des Beaux-Arts de Vienne.

## Œuvres
- Porcia, Signé et daté: Franco Caucig Goriziensis pinxit 1784, don du prince Franz Seraphim Porcia  au Landesmuseum Joanneum de Graz.
- Jugement de Salomon, Ljubljana, Galerie nationale.
- Phocion et les deux veuves, Ljubljana, Galerie nationale.
- Jeune fille libérant Aristomène, Ljubljana, Galerie nationale.
- Le Martyre de saint-Bartholomé, Napajedla[4], église paroissiale.

## Expositions
- Exposition monographique, Galerie nationale de Ljubljana, 1978.
- Exposition d'œuvres préparatoires de Caucig pour les tableaux décorant le palais Auersperg à Vienne, Galerie nationale de Ljubljana, octobre 2007- février 2008.